# Йон Тоту
Йон Тоту (рум. Ioan Totu; 14 травня 1931, Валя-Маре, Румунія — 21 квітня 1992, Бухарест,) — комуністичний функціонер Румунії; Віце-прем'єр-міністр Румунії 1982—1985, Міністр закордонних справ Румунії 1986-1989 в уряді Ніколае Чаушеску.
Короткий час очолював Держплан.

## Життя і політична кар'єра
Тоту був професійним економістом, членом Політбюро режиму Н. Чаушеску. Після того, як замінив на посту міністра закордонних справ Іліе Ведуву, відновив дипломатичні відносини з Ізраїлем та почав відігравати помітну роль у врегулюванні близько-східного конфлікту.
Після відставки з поста міністра, короткий час очолював Комітет державного планування. Після революції 1989 заарештований. Утримувався у військовій тюрмі, засуджений на 5 років ув'язнення, але покінчив життя самогубством.